# اسمیت و وسون مدل ۱۰
اسمیت و وسون مدل ۱۰ (به انگلیسی: Smith & Wesson Model 10) یک سلاح کمری، رولور آمریکایی ساخت شرکت اسمیت و وسون است که فشنگ‌های ۰.۳۸ اینچی را شلیک می‌کند. این اسلحه در نیروی انتظامی ایران بکار می‌‌رود.